# Kennediinae
Sous-tribu
Les Kennediinae sont une sous-tribu de plantes à fleurs de la famille des Fabaceae, de la sous-famille des Faboideae et de la tribu des Phaseoleae.
Le genre type est Kennedia.

## Liste des genres
- Hardenbergia
- Kennedia
- Vandasina